# Бускетс, Мигель
Миге́ль Буске́тс Терра́сас (исп. Miguel Busquets Terrazas; 15 октября 1920, Сантьяго — 24 декабря 2002, Сантьяго) — чилийский футболист, игравший на позиции полузащитника, участник чемпионата мира (1950).

## Биография

### Клубная карьера
Бускетс начал футбольную карьеру в клубе «Унион Эспаньола», в котором играл в течение одного сезона.
В 1940 году Бускетс перешёл в «Универсидад де Чили», в составе которого отыграл следующие 13 сезонов своей карьере. В своём дебютном сезоне Бускетс выиграл чемпионский титул 1940 года, сыграв в чемпионском сезоне 7 матчей в чемпионате страны. Всего за карьеру в составе «синих» Бускетс сыграл 200 матчей, в которых забил 15 голов.
Последним клубом в карьере для Бускетса стал «Универсидад Католика», в котором в 1953 году он завершил карьеру игрока.

### Карьера в сборной
В составе сборной Чили Бускетс принимал участие на чемпионате Южной Америки 1945 года, на котором чилийцы завоевали бронзовые медали. На чемпионате Южной Америки 1947 года и чемпионате Южной Америки 1949 года сборная Чили осталась без медалей.
В 1950 году был включён в заявку сборной на чемпионат мира, на котором сыграл в трёх матчах сборной на групповом этапе, в том числе и в победном матче со сборной США (5:2) Всего за сборную Чили сыграл 18 матчей, в которых не отметился забитыми мячами.

### Смерть
Скончался 24 декабря 2002 года в Сантьяго в возрасте 82 лет.

## Достижения
«Универсидад де Чили»
- Чемпион Чили (1): 1940